# Cuxhuacan
Cuxhuacan är en ort i Mexiko.   Den ligger i kommunen Molango de Escamilla och delstaten Hidalgo, i den sydöstra delen av landet, 170 km norr om huvudstaden Mexico City. Cuxhuacan ligger 385 meter över havet och antalet invånare är 565.
Terrängen runt Cuxhuacan är bergig västerut, men österut är den kuperad. Cuxhuacan ligger nere i en dal. Runt Cuxhuacan är det ganska glesbefolkat, med 36 invånare per kvadratkilometer. Närmaste större samhälle är Tlanchinol, 16,8 km öster om Cuxhuacan. I omgivningarna runt Cuxhuacan växer huvudsakligen savannskog.